# Ozarba hemiphaea
Ozarba hemiphaea är en fjärilsart som beskrevs av George Francis Hampson 1906. Ozarba hemiphaea ingår i släktet Ozarba och familjen nattflyn. Inga underarter finns listade i Catalogue of Life.